# Universidad de Música y Danza de Pionyang
La Universidad de Música y Danza de Pionyang (en coreano: 김원균평양음악대학) es una institución académica especializada en las artes escénicas ubicada en el distrito Taedonggang de Pionyang, Corea del Norte.

## Historia
La Universidad nació tras la fusión del Colegio de Danza de Pionyang, fundado en 1949, con la Escuela Superior de Arte de Pionyang en el año 1972. Años después, se empezó a ampliar el complejo hasta finalizar en 2010, fecha en la cual Kim Jong-il inauguró junto a la cúpula militar las renovadas instalaciones.
La universidad ha sido galardonada con varios premios por aplicar el pensamiento juche en obras de arte y espectáculos. Sus instalaciones incluyen una orquesta completa y una sala de música que abarca 5.500 metros cuadrados.
El sistema educativo de la universidad se compone de 4 a 5 años y de 2 a 3 años los cursos especiales.

## Departamentos
- Música instrumental nacional
- Música instrumental moderna
- Música vocal
- Danza y coreografías

## Alumnos destacados
- Kim Ok
- Kim Il-Jin
- Ko Young-hee